# Kremacija
Kremacija (lat. crematio) ili kremiranje u najširem smislu označava za brzu mineralizaciju tijela mrtvih ljudi i životinja, odnosno njihovo razlaganje na osnovne kemijske sastojke zbog izlaganja visokim temperaturama, odnosno vatri. U užem smislu se pod kremacijom podrazumijeva spaljivanje mrtvih ljudi u svrhu njihova pokopa, a koji može predstavljati pripremu, odnosno dio pogrebnih obreda ili običaja. Nakon kremacije se preostali ostaci mrtvog tijela – za koje se pretpostavlja da više ne predstavljaju zdravstveni rizik – obično prikupljaju u za to posebno namijenjene posude (urna), te ili sahranjuju na grobljima ili predaju rodbini pokojnika da s njima raspolažu ovisno o zakonima, običajima ili pokojnikovim željama. 
Postoje dvije osnovne vrste kremacije – na otvorenom, odnosno na pogrebnoj lomači – ili u za to posebno namijenjenim pećima, poznatim pod nazivom krematorij.
Kremacija kao običaj, odnosno metoda sahrane, se može pronaći u brojnim svjetskim kulturama, odnosno kroz opću povijest. Za nju se općenito može reći da ju preferiraju darmičke religije (hinduizam, džainizam, budizam i sikizam) dok su njoj nesklone ili je zabranjuju abrahamske religije (judaizam, kršćanstvo i islam). Kršćanska zabrana spaljivanja je jedan od razloga zašto je ta praksa u zapadnom svijetu do srednjeg vijeka potpuno iščezla, da bi bila oživljena tek u drugoj polovici 19. stoljeća kada je nagli rast velikih gradova i sve veći nedostatak zemljišta za nove grobove potakao traženje alternativa uobičajenom pokopu.

## Vanjske poveznice
- A modern electrical crematorium in India  Arhivirana inačica izvorne stranice od 16. srpnja 2011. (Wayback Machine)
- Cremation Association of North America homepage
- Scattering Ashes Via Skydive  Arhivirana inačica izvorne stranice od 8. srpnja 2011. (Wayback Machine)